# Scaphinotus bullatus
Scaphinotus bullatus är en skalbaggsart som beskrevs av Vandyke. Scaphinotus bullatus ingår i släktet Scaphinotus och familjen jordlöpare. Inga underarter finns listade i Catalogue of Life.